# Julien Maffre (dessinateur)
Pour les articles homonymes, voir Julien Maffre.
Julien Maffre est un dessinateur de bande dessinée et coloriste français né en 1981 à Castres.

## Biographie
Né en 1981 à Castres, Julien Maffre passe son baccalauréat au lycée de Barral ; il passe ensuite par l'école des Beaux-Arts Briguiboul de Castres et reste trois ans à l'école des beaux-arts de Perpignan avant de s'installer à Angoulême. En 2006, il rejoint l'atelier Sanzot puis, en 2010, celui du Marquis de Crocogoule. En termes d'influences, ses références sont Bruno Maïorana, Katsuhiro Ōtomo et Jean Giraud ; il se déclare admirateur d'Alan Moore.
En 2008, sur un scénario d'Isabelle Dethan, sa collègue à l'atelier du Marquis, il dessine sa première bande dessinée, : Le Manuscrit de Cyrène, qui ouvre la série d'aventure Le Tombeau d'Alexandre (éditions Delcourt), qui connaît trois volumes jusqu'en 2011. En 2011, les travaux de Dethan, Mazan et Maffre font l'objet d'une exposition au musée d'Angoulême : Planches & hiéroglyphes.
Il s'associe ensuite avec Pierre Boisserie et Philippe Guillaume, qui écrivent le scénario de la série La Banque, une « saga financière familiale », et dont Maffre dessine les deux premiers tomes (Dargaud),. À partir de 2015, il fait équipe avec son frère Frédéric Maffre et dessine la série de western Stern, en quatre volumes jusqu'en 2020. En parallèle, à partir de 2018, l'artiste collabore avec Stéphane Piatzszek pour La Cour des Miracles chez Quadrants, une série annoncée en cinq volumes.

## Œuvres
Sauf indication contraire, Julien Maffre est le dessinateur des albums.
- Le Tombeau d'Alexandre[13], scénario d'Isabelle Dethan, éd Delcourt, coll. Histoire & Histoires

1. Le Manuscrit de Cyrène, 2008  (ISBN 978-2-7560-1147-9)
2. La Porte de Ptolémée, 2010  (ISBN 978-2-7560-1731-0)
3. Le Sarcophage d'Albâtre, 2011  (ISBN 978-2-7560-2334-2)

- La Banque, scénario de Pierre Boisserie et Philippe Guillaume, Dargaud

1. Première génération 1815-1848 : L'Initié de Waterloo[14], dessin de Julien Maffre, couleurs Delf, 2014  (ISBN 978-2-205-07028-6)
2. Première génération 1815-1848 : Le Milliard des émigrés, dessin de Julien Maffre, couleurs Delf, 2014  (ISBN 978-2-205-07173-3)

- Stern, scénario de Frédéric Maffre, Dargaud

1. Le Croque-mort, le clochard et l'assassin[15], 2015  (ISBN 978-2-205-07317-1)
2. La Cité des sauvages[16], 2017  (ISBN 978-2-205-07596-0)
3. L'Ouest, le vrai[17], 2019  (ISBN 978-2-205-07926-5)
4. Tout n'est qu'illusion[10], 2020  (ISBN 978-2-205-08509-9)

- La Cour des Miracles, scénario de Stéphane Piatzszek, Quadrants, coll. Boussole

1. Anacréon, Roi des Gueux[12], 2018  (ISBN 978-2-302-06631-1)
2. Vive la Reine !, 2020  (ISBN 978-2-302-07902-1)